# Hilsbach
Hilsbach is een plaats in de Duitse gemeente Sinsheim, deelstaat Baden-Württemberg, en telt volgens de website van de gemeente Sinsheim 2.320 inwoners (31 december 2021).
Hilsbach is een klein, oud, op een heuvelhelling gelegen stadje. Er is een aantal oude, soms schilderachtige, huizen bewaard gebleven.

## Geschiedenis
Zie ook onder Kraichgau, en op de in het kader vermelde webpagina van de gemeente Sinsheim.
Reeds in 798, in de Codex Laureshamensis, wordt Hilsbach vermeld (Hilleresbach). Er waren twee oude nederzettingen: de oudste, later bekend als de Benedenstad, en een latere, de Bovenstad, waarvan de oude stadskern een oppervlakte van slechts 200 × 250 meter heeft.
Vanaf 1410 waren de heren, die in het stadje regeerden, doorgaans leenmannen van de paltsgraven van het Vorstendom Palts-Mosbach, en vanaf 1499 van de Keur-Palts, binnen het Oberamt Mosbach. Hilsbach bezat een eigen Kellerei. Een Keller, in Noord-Duitsland Kellner genaamd, was een lager geplaatste ministeriaal, die namens zijn leenheer een klein gedeelte van een heerlijkheid moest besturen. Zijn ambtswoning werd een Kellerei genoemd; de Kellerei te Hilsbach staat er nog steeds, en is sinds 1971 de plaatselijke dependance van het gemeentebestuur van Sinsheim.
In 1525, tijdens de Duitse Boerenoorlog, was in deze streek een zekere Anton Eisenhut als opstandelingenleider actief. Op 10 mei 1525 was hij met een bende van enkele honderden (wellicht ruim 200) bewapende mannen, meest boeren, het stadje Eppingen binnengedrongen, dat hij zonder tegenstand kon innemen. In Hilsbach plunderde Eisenhuts bende de Kellerei van de Keur-Palts, en in Sinsheim plunderde hij huizen van bestuurders van het sticht aldaar. Ook beroofden zij het kasteel Steinsberg, en staken het in brand. Op 14 en 15 mei beëindigde Eisenhut het geweld, gaf zich op de 18e te Hilsbach over, ontbond zijn bende, maar werd een week later alsnog gearresteerd en te Bruchsal onthoofd. In de Dertigjarige Oorlog (1618-1648) had Hilsbach veel te lijden van oorlogsgeweld; daar kwam in 1641 nog een stadsbrand bij. Sindsdien had de plaats lange tijd niet meer dan duizend inwoners.
In 1803 kwam het, zoals bijna heel de Kraichgau, aan het Groothertogdom Baden, dat vanaf 1871 aan het Duitse Keizerrijk onderhorig was, en vanaf 1918 aan de Republiek van Weimar. Van 1900 tot 1960 had Hilsbach een spoorwegverbinding met Odenheim.
Hilsbach genoot stadsrechten vanaf circa 1310 tot 1936, en later nogmaals van 1956 tot 1971, toen het een stadsdeel van Sinsheim werd.
Na de Tweede Wereldoorlog volgde een stadsuitbreiding, aanvankelijk om Heimatvertriebene te huisvesten, later voor woonforensen met een baan in grotere steden in de omtrek, die in dit rustige plaatsje wilden gaan wonen.

## Afbeeldingen

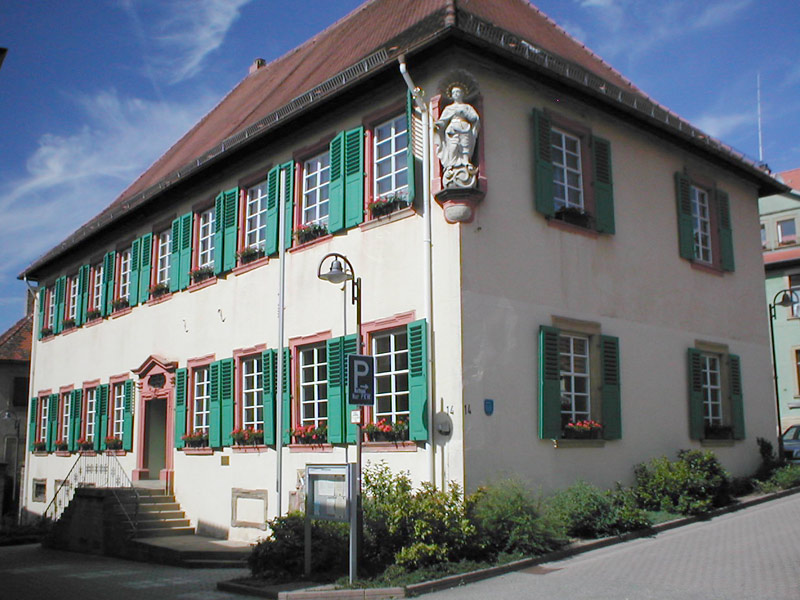
Gebouw Amtskellerei (voormalig stadhuis)
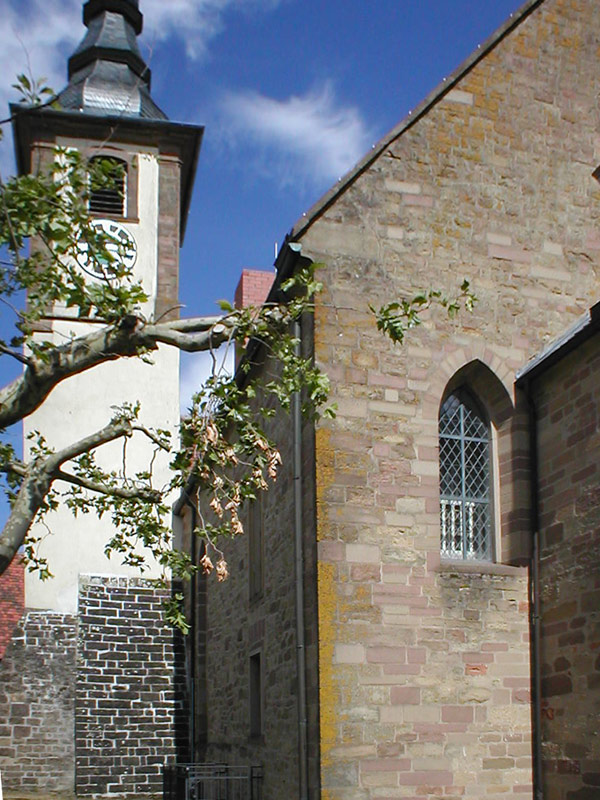
Evang.-lutherse St. Michaëlskerk
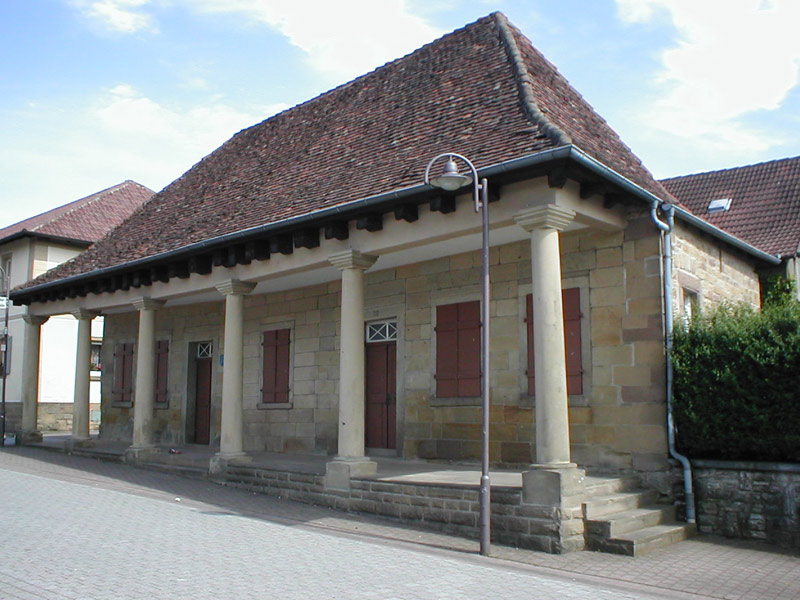
Voormalig Wachthaus en politiebureau bij de afgebroken Bovenpoort
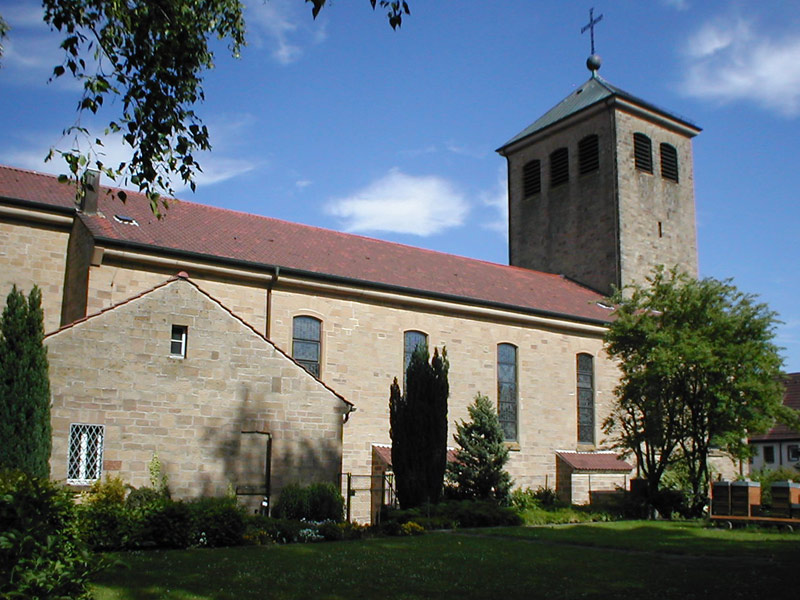
R.K. Mariakerk (1951)
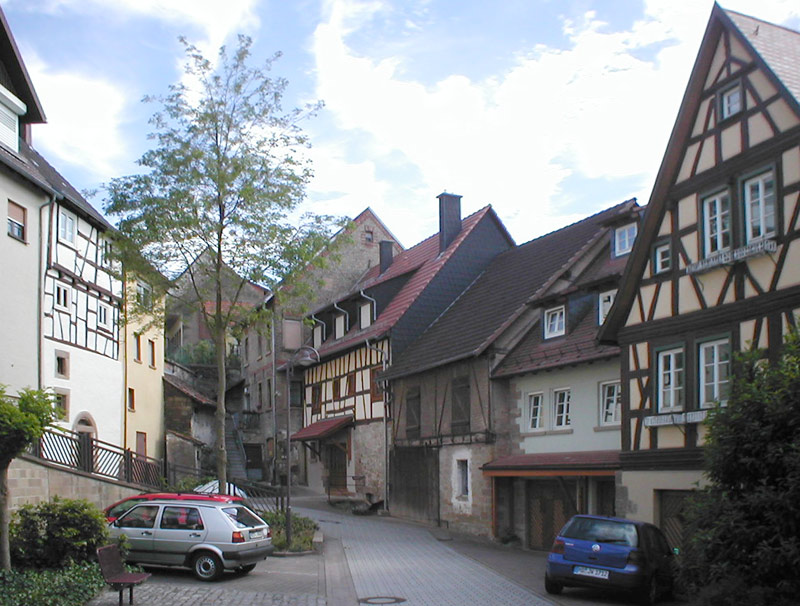
Voormalige Joodse buurt
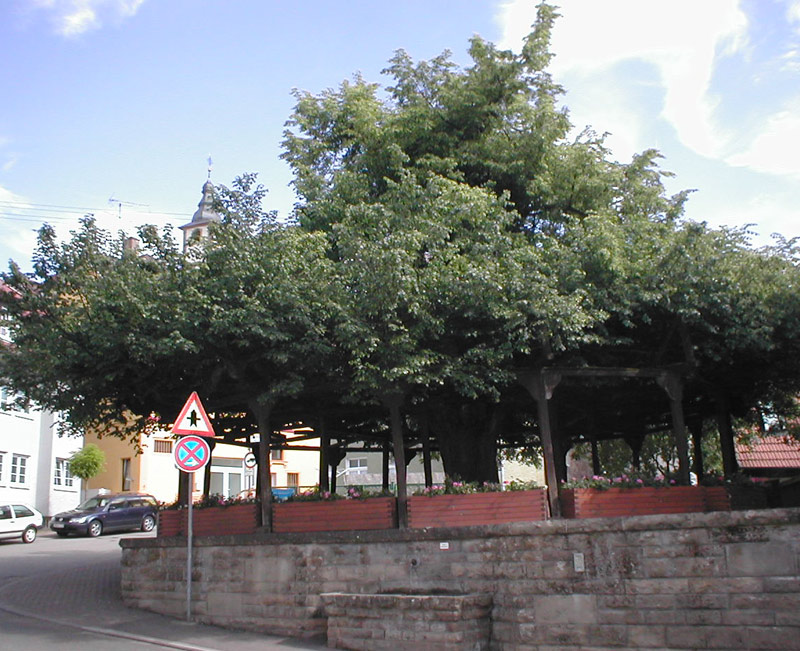
De in 1805 geplante Danslinde (Tanzlinde), middelpunt van folkloristische feesten

## Varia
De Duitse zangeres Joy Fleming bracht de laatste decennia van haar leven te Hilsbach door en overleed er in 2017.
Adersbach · Dühren · Ehrstädt · Eschelbach · Hasselbach · Hilsbach · Hoffenheim · Sinsheim · Reihen · Rohrbach · Steinsfurt · Waldangelloch · Weiler